# Волинський обласний комітет Комуністичної партії України
Волинський обласний комітет Комуністичної партії України — орган управління Волинською обласною партійною організацією КП України (1939–1991 роки). Волинська область утворена 27 листопада 1939 року. 

## Перші секретарі обласного комітету (обкому)
- 27 листопада 1939 — 27 червня 1941 — Таценко Петро Ілліч
- лютий 1944 — березень 1944 — в.о. Слонь Михайло Варнайович
- березень 1944 — 19 лютого 1951 — Профатілов Ілля Іванович
- 19 лютого 1951 — 24 лютого 1961 — Грушецький Іван Самійлович
- 24 лютого 1961 — 8 серпня 1969 — Калита Федір Іларіонович
- 8 серпня 1969 — 15 серпня 1973 — Заїченко Семен Якович
- 15 серпня 1973 — 5 квітня 1979 — Корж Микола Панасович
- 5 квітня 1979 — 9 січня 1984 — Палажченко Леонід Іванович
- 9 січня 1984 — 4 липня 1987 — Ковальчук Зиновій Степанович
- 4 липня 1987 — 25 травня 1990 — Павленко Леонід Іванович
- 25 травня 1990 — 1 грудня 1990 — Блаженчук Володимир Іванович
- 1 грудня 1990 — серпень 1991 — Лазорко Іван Михайлович

## Другі секретарі обласного комітету (обкому)
- 27 листопада 1939 — липень 1941 — Дідур Володимир Григорович
- лютий 1944 — вересень 1952 — Павленко Сергій Автономович
- вересень 1952 — вересень 1957 — Пономаренко Юрій Федорович
- вересень 1957 — 24 лютого 1961 — Калита Федір Іларіонович
- 23 травня 1961 — січень 1963 — Ричко Василь Власович
- березень 1963 — 29 травня 1970 — Литвин Павло Іванович
- 29 травня 1970 — 27 листопада 1974 — Пилипенко Іван Євлампійович
- 27 листопада 1974 — 30 листопада 1981 — Шваб Олександр Петрович
- 30 листопада 1981 — 4 липня 1987 — Жибров Володимир Іванович
- 4 липня 1987 — 25 травня 1990 — Блаженчук Володимир Іванович
- 16 червня 1990 — серпень 1991 — Гарасюк Микола Іванович

## Секретарі обласного комітету (обкому)
- 27 листопада 1939 — липень 1941 — Овчаренко Олександр Михайлович (3-й секретар)
- 27 листопада 1939 — липень 1941 — Кисельов В.С. (по пропаганді)
- 27 листопада 1939 — 13 січня 1941 — Дзюба Родіон Маркович (по кадрах)
- 13 січня 1941 — липень 1941 — Павленко Сергій Автономович (по кадрах)
- 11 квітня 1941 — липень 1941 — Гармаш Олексій Петрович (по промисловості)
- червень 1941 — липень 1941 — Янюк Василь Хомич (по транспорту)
- лютий 1944 — квітень 1944 — Ніколаєнко Василь Сидорович (в.о. 3-го секретаря)
- 1944 — липень 1945 — Дзюба Родіон Маркович (по кадрах)
- травень 1944 — лютий 1946 — Овчаренко Олександр Михайлович (3-й секретар)
- 1944 — березень 1948 — Гаркуша Леонід Ваніфатійович (по пропаганді)
- липень 1945 — листопад 1950 — Федоритенко Юрій Дмитрович (по кадрах)
- лютий (затв. у вересні) 1946 — вересень 1952 — Фурман Михайло Костянтинович (3-й секретар)
- березень 1948 — лютий 1951 — Репета Олександр Матвійович (по пропаганді)
- затв. лютий 1951 — вересень 1952 — Корнєєв Павло Васильович
- лютий 1951 — 14 січня 1953 — Борисенко Михайло Андрійович (по ідеології)
- затв. квітень 1953 — серпень 1955 — Фурман Михайло Костянтинович
- червень 1954 — лютий 1960 — Клімаш Іван Семенович (по ідеології)
- червень 1954 — 1956 — Руденко Марія Антонівна
- затв. листопад 1955 — січень 1963 — Аршинов Дмитро Максимович (по сільському господарству)
- лютий 1960 — 23 травня 1961 — Ричко Василь Власович (по ідеології)
- 23 травня 1961 — 22 травня 1969 — Швидак Олег Михайлович (по ідеології)
- 25 лютого 1963 — лютий 1966 — Гордий Никифор Кирилович (парт-держ. контроль)
- лютий 1965 — 22 січня 1983 — Попов Микола Дмитрович (по промисловості)
- 22 травня 1969 — 1980 — Алексєєва Ніна Луківна (по ідеології)
- 5 лютого 1971 — 16 березня 1973 — Бездушний Микола Іванович
- 16 березня 1973 — вересень 1978 — Рупчев Владлен Кирилович
- вересень 1978 — 5 квітня 1979 — Палажченко Леонід Іванович
- 5 квітня 1979 — 9 січня 1984 — Ковальчук Зиновій Степанович
- 1980 — 5 грудня 1987 — Поліванов Єгор Антонович (по ідеології)
- 22 січня 1983 — 14 квітня 1990 — Купріянов Степан Андрійович (по промисловості)
- 9 січня 1984 — 3 листопада 1988 — Семенцов Іван Михайлович (по сільському господарству)
- 5 грудня 1987 — 14 квітня 1990 — Фурів Іван Іванович (по ідеології)
- 3 листопада 1988 — 1991 — Петрук Іван Матвійович (по сільському господарству)
- 16 червня 1990 — грудень 1990 — Лазорко Іван Михайлович
- 1990 — 1991 — Пхиденко Станіслав Семенович

## Заступники секретарів обласного комітету (обкому)
- липень 1944 — вересень 1946 — Мойсеєнко Р.М. (заст. секретаря обкому по промисловості)
- липень 1944 — листопад 1948 — Шпаковський Лев Костянтинович (заст. секретаря обкому по транспорту)
- затверджений червень 1946 — листопад 1948 — Воргуль М.Г. (заст. секретаря обкому по будівництву і будівельних матеріалах)
- затверджений вересень 1946 — листопад 1948 — Наумчук Олександр Самійлович (заст. секретаря обкому по промисловості)
- затверджений листопад 1946 — листопад 1948 — Яровий І.І. (заст. секретаря обкому по торгівлі і громадському харчуванню)

## Співробітники
В 1940–1941 рр. завідувачем відділу пропаганди у Волинському обкомі партії працював Григорій Якович Капустін (1902–1941), уродженець Харківської губернії, після призову у 1941 році військовий комісар 108 окремого інженерно-саперного батальйону у складі 62-ї Туркестанської стрілецької дивізії, який загинув під час жорстоких боїв у вересні 1941 року між відступаючими частинами Червоної Армії і наступаючими частинами німецького Вермахту поблизу села Количівка у Чернігівській області.
27 червня 1941 року під час масованих німецьких бомбардувань Новоград-Волинського убито першого секретаря Волинського обкому товариша Таценка Петра Ілліча. (за неофіційною версією — справа рук бандерівців, можливо як помсту за репресії радянських органів влади того часу).